# BSC Saturn Köln
Der BSC Saturn Köln war ein deutscher Basketballverein.

## Geschichte
Die Basketballabteilung des ASV Köln trat in den Spieljahren 1969/70 bis 1971/72, 1973/74 und 1975/76 in der Basketball-Bundesliga an. Trotz des sportlichen Erfolges kündigte die Leitung des ASV im Frühling 1976 an, das Teilnahmerecht für die Basketball-Bundesliga aus finanziellen Gründen zurückzugeben. Die daraufhin vom Kölner Journalisten Wolfgang Kleine ins Leben gerufene Spendenaktion namens Rettet den Kölner Basketball brachte ebenfalls nicht das nötige Geld zusammen, um den Spielbetrieb in der Basketball-Bundesliga fortzuführen.
Manfred Germar, seinerzeit Sportwart beim ASV, lernte während einer Flugreise den Unternehmer Fritz Waffenschmidt, den Gründer und damaligen Inhaber der Elektronikfachmarktkette Saturn, kennen und trug ihm die finanziellen Sorgen des Kölner Basketballs vor. Waffenschmidt bot seine Hilfe an und brachte sich fortan als Geldgeber ein. Der Kölner Fernsehredakteur Dietmar Schott wurde Obmann und damit in Sachen Basketball einer der wichtigsten Vertrauten Waffenschmidts. So entstand 1977 durch die Ausgliederung der Basketballabteilung des ASV, die jedoch erst im Jahr darauf rechtlich abgeschlossen war, der eigenständige BSC Saturn Köln.
Noch im Gründungsjahr wurde mit dem Jugoslawen Dragan Kapičić ein ehemaliger Weltmeister verpflichtet, der insbesondere durch seine guten Angriffsleistungen auffiel und den jungen BSC auf die Erfolgsspur bringen sollte. In der ersten Saison 1978/79 verpasste die Mannschaft allerdings den Einzug in die Bundesliga-Finalrunde, schaffte jedoch als Tabellenerster der Abstiegsrunde den Klassenerhalt.
Unter dem US-Amerikaner Bruce Randall als Trainer wurde 1980 mit dem DBB-Pokal der erste Titel eingefahren. Angeführt wurden die Kölner in den beiden Pokalendspielen vom US-Amerikaner Tyrone Branyan, der zusammengerechnet 48 Punkte erzielte, gefolgt von Michael Pappert mit insgesamt 27 Punkten.
1980 übernahmen Theodor Schober und Gerd Samberger als Trainergespann die Betreuung der Mannschaft. Die beiden führten den BSC in der Saison 1980/81 zum Gewinn der deutschen Meisterschaft sowie zum Sieg im DBB-Pokal. Zu den wichtigen Stützen des Aufgebots, das diesen Doppelerfolg erreichte, gehörten Klaus Zander, Michael Pappert, Jörg Heidrich, Holger Arpe, Sebastian Brunnert und der US-Amerikaner John Neumann.
In der Saison 1981/82 trat der BSC, nun auch verstärkt durch Holger Geschwindner, im FIBA Europapokal der Landesmeister an, zahlte dort aber Lehrgeld und erreichte in der Gruppe mit Maccabi Tel Aviv, Torpan Pojat Helsinki und Steaua Bukarest nur einen Sieg. In der Bundesliga aber wurde der Gewinn der deutschen Meisterschaft wiederholt. Im DBB-Pokal musste man sich hingegen in den Endspielen knapp MTV Wolfenbüttel beugen. Ab 1982 war Jochen Kölsch Präsident des BSC. Er blieb bis 1988 im Amt und war Mitinitiator der Arbeitsgemeinschaft Basketball-Bundesliga, sowie in hohem Maße an den Erfolgen des Kölner Basketballs in den 1980er Jahren beteiligt.
Im Vorfeld der Saison 1982/83 wurde der US-Amerikaner Kenneth Johnson verpflichtet, auch Frank Hudson kam nach Köln. Der BSC schloss die Bundesliga-Hauptrunde und die Zwischenrunde als Tabellenführer ab, unterlag in den Endspielen aber knapp ASC Göttingen. Einen Titel gab es unter der Leitung von Trainer Peter Krüsmann dennoch, denn erneut wurde der DBB-Pokal gewonnen. Im Europapokal der Landesmeister verlief das Spieljahr 1982/83 aus Kölner Sicht abermals nicht erfreulich: In der ersten Runde schied man trotz herausragender Angriffsleistungen Johnsons durch zwei knappe Niederlagen gegen den englischen Vertreter Sutton & Crystal Palace BC aus.
Der Zweikampf zwischen den Kölnern und ASC Göttingen bestimmte ebenfalls das Bundesliga-Spieljahr 1983/84. Der BSC hatte in der Sommerpause 1983 einen Wechsel auf der Trainerposition vorgenommen und für dieses Amt Ralph Klein (zuvor bei Maccabi Tel Aviv) verpflichtet. Als neuer Leistungsträger kam der US-Amerikaner Bob Fronk. Die Göttinger lagen in der Hauptrunde der Saison 1983/84 als Erster vor Verfolger Köln. Saturn ging aus der Zwischengruppe B, Göttingen aus der Zwischengruppe A als Sieger hervor. Beide Mannschaften setzten sich auch in der Vorschlussrunde durch und trafen sich in der Endspielserie wieder: Göttingen gewann diese mit 2:0-Siegen und verwies Saturn Köln erneut auf den Vizemeisterplatz.
1984 verkaufte Waffenschmidt den Saturn-Markt an den Kaufhauskonzern Kaufhof, blieb aber Mäzen des Vereins, auch Saturn blieb Geldgeber, indem sich das Unternehmen verpflichtete, den Verein bis mindestens 1989 wie bisher mit jährlich einer Million D-Mark zu unterstützen. In der Saison 1984/85 schieden die Kölner im Halbfinale um die deutsche Meisterschaft aus. 1985 verpflichtete Saturn auf Wunsch von Mäzen Waffenschmidt den Deutsch-Kanadier Mike Jackel, der in der Saison 1984/85 als Spieler Göttingens die Bundesliga-Korbschützenliste angeführt hatte. In der Saison 1985/86 stand man in der Endspielrunde, verlor dort aber gegen den rheinischen Rivalen Bayer 04 Leverkusen. Nachfolger von Trainer Klein wurde 1986 der US-Amerikaner Tony DiLeo, der vorher den Damen-Serienmeister DJK Agon Düsseldorf betreut hatte. In der Saison 1986/87 führte DiLeo die Kölner Mannschaft auf den zweiten Platz der Bundesliga-Hauptrunde hinter Leverkusen. Im Viertelfinale schaltete man Göttingen und im Halbfinale Bamberg aus. In der Endspielserie kam es wie im Vorjahr zum Aufeinandertreffen mit Leverkusen. Diesmal behielten DiLeo und Saturn Köln die Oberhand und wurden deutscher Meister 1987.
Im Europapokal der Landesmeister der Saison 1987/88 bezwangen die Kölner in der Zwischenrunde unter anderem Titelverteidiger Olimpia Mailand (102:78), den FC Barcelona (103:98), EB Orthez (84:75) und KK Partizan Belgrad (110:99). Nach dem Sieg über Barcelona stand die Mannschaft als erster deutscher Vertreter überhaupt an der Tabellenspitze der Endrunde im Landesmeisterpokal. Letztlich war es in der Endabrechnung mit fünf Siegen und neun Niederlagen der sechste Rang, womit das Halbfinale verpasst wurde. Für die Heimspiele im Europapokal, die teils 7000 Zuschauer anlockten, wurde die Sporthalle in Köln-Deutz genutzt. Zu DiLeos Aufgebot gehörten in dieser Saison die beiden US-Amerikaner Bryan Warrick und Ralph McPherson, aufgrund der Ausländerbeschränkung kam McPherson meist nur im Europapokal zum Einsatz. Weitere Leistungsträger waren Mike Jackel, Richard Hunger, Klaus Zander, Stephan Baeck, Uwe Sauer und Hansi Gnad. In der Bundesliga kam man in der Hauptrunde auf den dritten Platz, gewann im Viertelfinale gegen Hagen, im Halbfinale wurde Bayreuth aus dem Rennen geworfen. In der Endspielserie 1988 bezwang Saturn den Nachbarn Bayer Leverkusen mit 3:1-Siegen und gewann damit wieder die deutsche Meisterschaft.
Im März 1988 gab Saturn bekannt, am Ende der Saison 1988/89 als Geldgeber auszusteigen, auch Mäzen Waffenschmidt beendete seine Zuwendungen. Diese Entscheidung war bereits im Laufe der Saison 1987/88 bekannt geworden. Im Spieljahr 1988/89 erreichte Saturn das Bundesliga-Halbfinale, war gegen den späteren Meister Bayreuth dort aber chancenlos. Die Versuche, einen neuen Hauptgeldgeber zu finden, verliefen lange erfolglos. Im Sommer 1989 sprang der türkische Verein Galatasaray Istanbul mit einer türkischen Bank im Schlepptau als Geldgeber ein und wollte den Verein in die europäische Spitze führen. Die Mannschaft wurde in Galatasaray Köln umbenannt. Galatasaray erhoffte sich durch die Übernahme der Kölner Mannschaft unter anderem, die eigene Marke weiterzuentwickeln, durch Zusammenarbeit mit dem Kölnern, auch den Basketball in Istanbul voranzubringen und türkische Menschen im Raum Köln als Anhänger zu gewinnen. Dank der Zusagen und des frischen Geldes wurde im Vorfeld der Saison 1989/90 Jackel zurückgeholt und auch Lutz Wadehn sowie Kai Nürnberger verpflichtet. Ab Oktober 1989 gab es jedoch keine der versprochenen Zahlungen mehr. Die Mannschaftsmitglieder mussten mehrere Monate auf Gehaltszahlungen verzichten und erwogen, in einen Streik zu treten. Dieser Gedanke wurde letztlich aber verworfen. „Das vor vier Monaten als zukunftsweisend propagierte Projekt scheint sich als folgenschwerer Millionen-Flop zu erweisen“, schrieb Die Tageszeitung Mitte Januar 1990. Der Verein stellte im Februar 1990 einen Insolvenzantrag, die letzte Bundesliga-Saison 1989/90 ging mit dem Halbfinal-Ausscheiden gegen Bayreuth zu Ende. Die Schulden betrugen mittlerweile rund 700 000 D-Mark, im Juni 1990 gab der Verein die Bundesliga-Teilnahmeberechtigung ab. 1993 wurde der Verein formal aufgelöst.
Das Sport- und Olympiamuseum in Köln eröffnete im November 2008 eine Ausstellung über den BSC Saturn Köln.